# Louise-Catherine Breslau
Marie Louise-Cathérine Breslau, eigenlijk Maria Luise Katharina Breslau (München, 6 december 1856 - Neuilly-sur-Seine, 12 mei 1927), was een Duits-Zwitsers kunstschilderes, lithografe en pasteltekenares.

## Leven en werk
Breslau was de oudste van vier dochters. Haar vader was gynaecoloog. In 1858 verhuisde de familie naar Zürich, waar haar vader een aanstelling kreeg bij de Universiteit Zürich. Na het overlijden van haar vader in 1866 werd ze in een klooster geplaatst bij de Bodensee, in de hoop dat ze daar ook van haar astma zou genezen. Door verveling begon ze met tekenen en volgde vervolgens lessen bij Eduard Pfyffer.

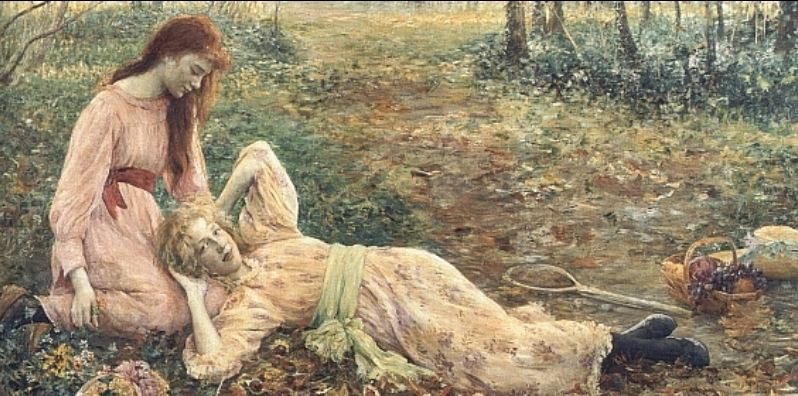
Vriendinnen, 1902, Musée d’Art et d’Histoire, Genève.

Nadat tijdens de lessen een bijzondere begaafdheid was gebleken, reisde ze in 1876 met haar moeder naar Parijs, waar ze ging studeren aan de Académie Julian, onder Tony Robert-Fleury. Ze was een klasgenote van Amélie Beaury-Saurel en Marie Bashkirtseff. De laatste liet Breslau regelmatig figureren in haar dagboek en toonde zich vaak jaloers op haar tekentalent.
In 1879 exposeerde Breslau voor het eerst in de Parijse salon met het schilderij Tout passe!. In de periode tot 1891 stelde ze daar herhaaldelijk werk tentoon. Ze won een gouden medaille op de Parijse wereldtentoonstellingen van 1889 en 1900. Ook nam ze meermaals deel aan de Zwitserse ‘Nationalen Kunstausstellung’. In 1892 had ze de Zwitserse nationaliteit verworven.
Rond 1880 opende ze haar eigen atelier in Parijs waar ze portretten op bestelling schilderde. Voor de portretten werkte ze meestal in pastel, terwijl ze voor haar persoonlijk werk olieverf verkoos. Ze schilderde vooral scènes in een interieur, als trok ze ook meermaans naar Bretagne om daar landschappen en plein air te schilderen. Ze ontwikkelde een eigen stijl met elementen vanuit de jugendstil. Vanaf 1890 ging ze zich ook Louise-Cathérine noemen. In 1901 werd ze opgenomen in het Franse Legioen van Eer, als eerste buitenlandse vrouw.
Breslau was bevriend met vooraanstaande Franse kunstschilders als Edgar Degas, Henri Fantin-Latour, Jules Bastien-Lepage en Jean-Louis Forain. Korte tijd had ze een relatie met Ernst Josephson en vervolgens met beeldhouwer Émile-Antoine Bourdelle. In 1900 betrok ze een atelier in Neuilly-sur-Seine, samen met handwerkkunstenares Madeleine Zillhardt, die haar muze en model zou worden.
Met het uitbreken van de Eerste Wereldoorlog verloor Breslau haar Parijse contacten en raakte ze geleidelijk wat uit de belangstelling. Tijdens de oorlog schilderde ze soldaten en verpleegposten. Na de oorlog kreeg ze nog maar weinig opdrachten voor portretten en ze trok zich terug uit het publieke leven. Ze overleed in 1927 na een langdurige ziekte, 70 jaar oud. Ze werd tot haar dood verpleegd door Zillhardt, die haar schilderijen erfde. Ze werd begraven naast haar moeder in Baden.
Na haar dood organiseerde de École des Beaux-Arts een retrospectieve gewijd aan haar werk. Zillhardt schonk zestig van de werken van Breslau aan het Musée des Beaux-Arts de Dijon.

## Galerij

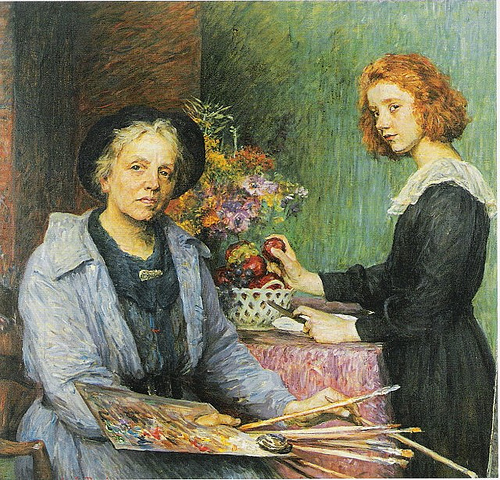
De kunstenaar en haar model
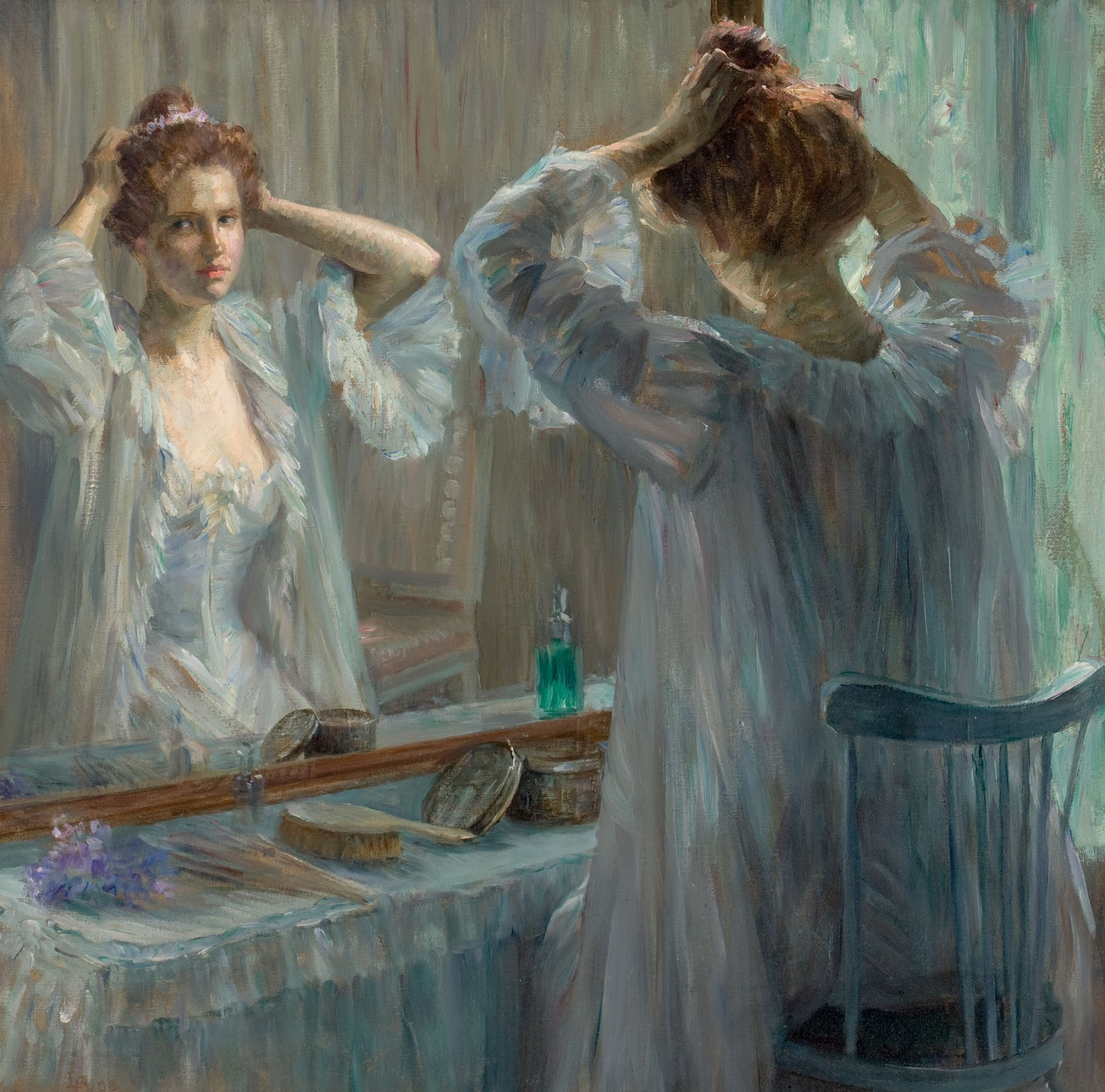
Het toilet
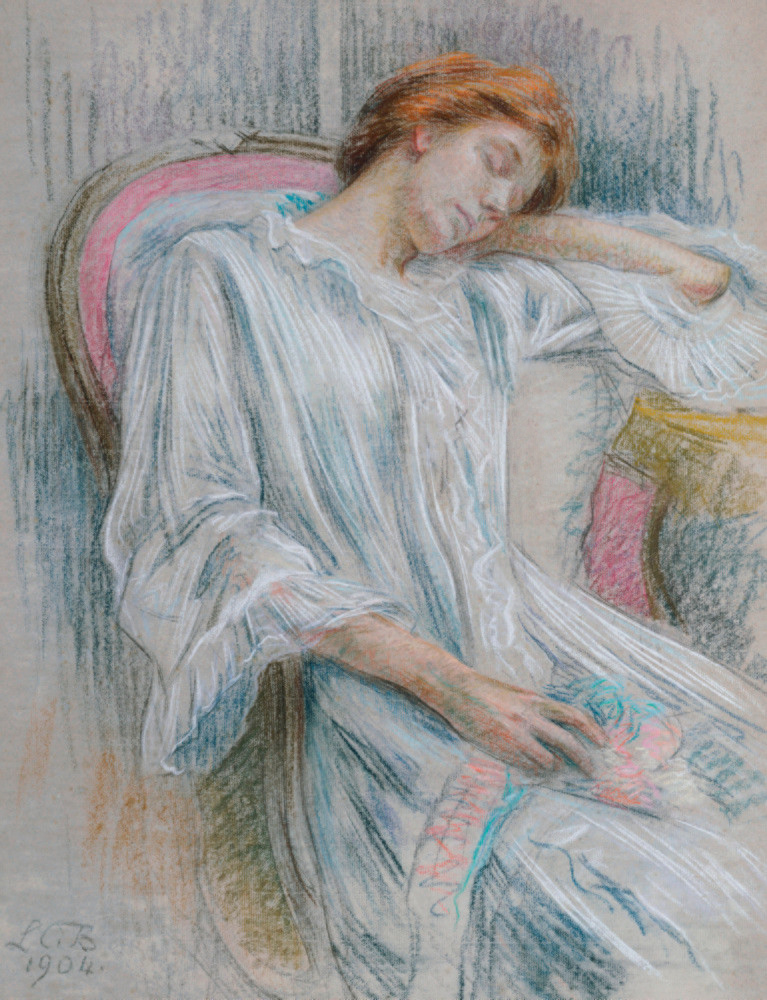
Jonge vrouw slaapt in een stoel
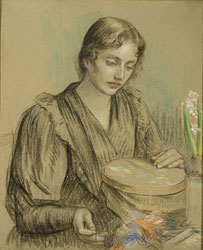
Portret van Madeleine Zillhardt
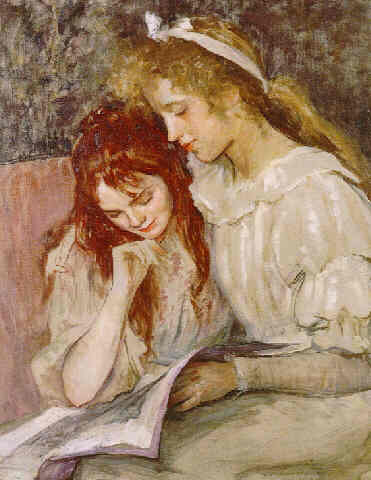
Meninas Lendo
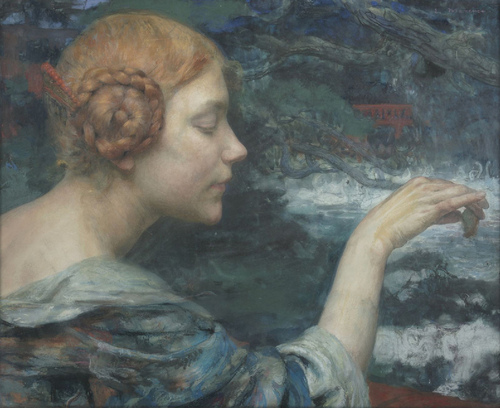
Schilderend meisje
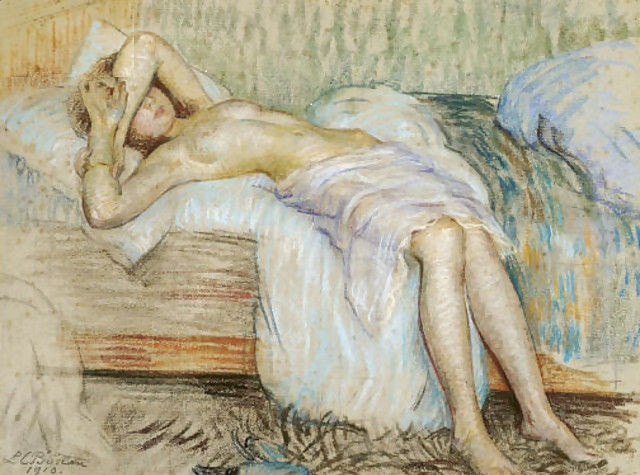
Paresse matinale
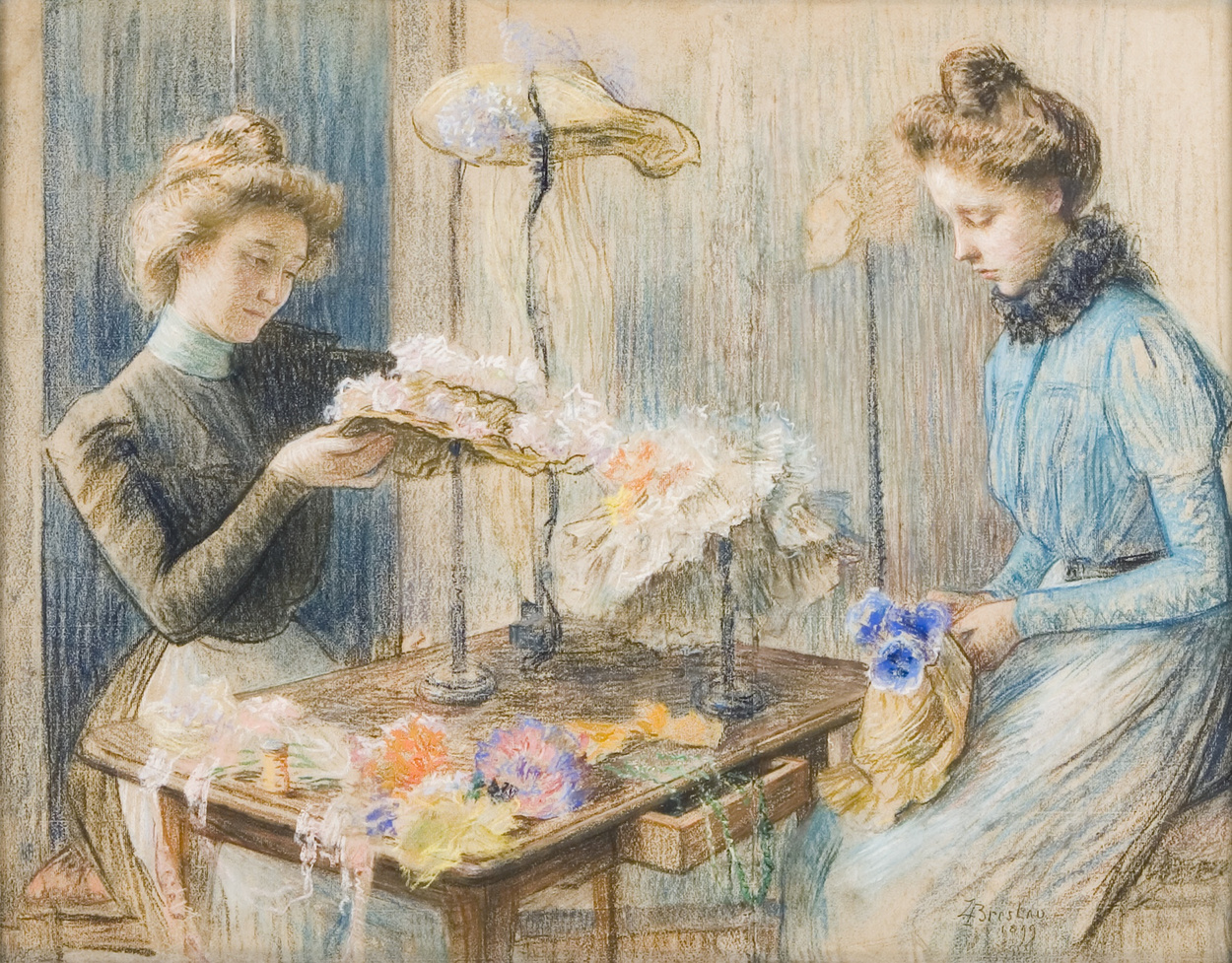
Hoedenmaaksters, pasteltekening
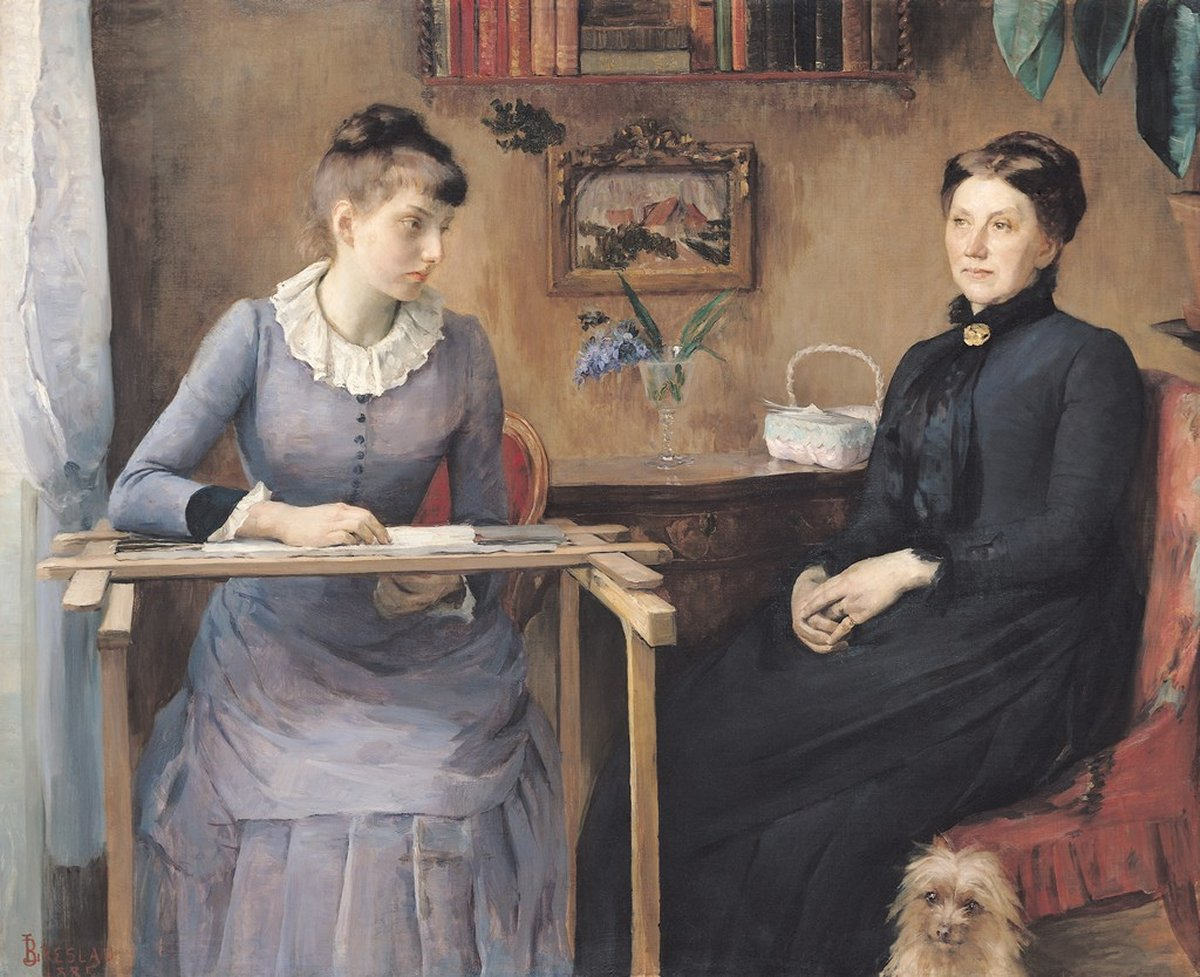
Thuis of intimiteit, zelfportret met haar moeder, 1884
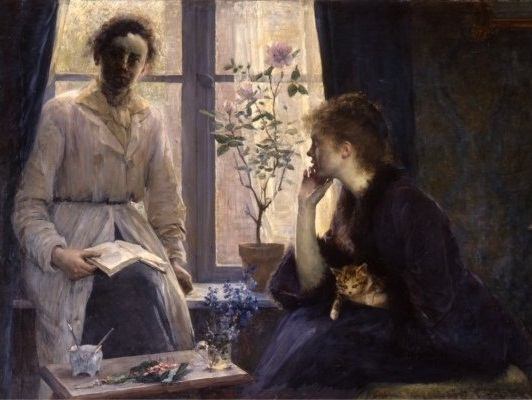
De thee van vijf uur, zelfportret met rechts Amélie Beaury-Saurel, 1883